# Галф Порт (Илиноис)
Галф Порт (енгл. Gulf Port) град је у америчкој савезној држави Илиноис.

## Демографија
По попису из 2010. године број становника је 54, што је 153 (-73,9%) становника мање него 2000. године.
| Група             | 2000.       | 2010.      |
| Белци             | 197 (95,2%) | 53 (98,1%) |
| Афроамериканци    | 0 (0,0%)    | 1 (1,9%)   |
| Азијати           | 0 (0,0%)    | 0 (0,0%)   |
| Хиспаноамериканци | 3 (1,4%)    | 0 (0,0%)   |
| Укупно            | 207         | 54         |